# Augochlorella pomoniella
Augochlorella pomoniella är en biart som först beskrevs av Cockerell 1915.  Augochlorella pomoniella ingår i släktet Augochlorella och familjen vägbin. Inga underarter finns listade.